# Silvano Barco
Silvano Barco (* 5. Mai 1963 in Bormio) ist ein ehemaliger italienischer Skilangläufer.

## Werdegang
Barco, der für den G.S. Fiamme Gialle startete, hatte seine ersten internationalen Erfolge bei der Winter-Universiade 1985 in Belluno. Dort gewann er die Bronzemedaille über 30 km und die Silbermedaille über 15 km. Sein Debüt im Skilanglauf-Weltcup hatte er im März 1985 in Lahti, das er auf dem 18. Platz über 50 km beendete. Beim folgenden Weltcup in Falun holte er mit dem 11. Platz über 30 km seine ersten Weltcuppunkte und mit dem ersten Platz mit der Staffel seinen ersten Weltcupsieg. In der Saison 1987/88 erreichte er mit drei Platzierungen in den Punkterängen den 18. Platz im Gesamtweltcup und damit sein bestes Gesamtergebnis im Weltcup. Dabei errang er mit dem zweiten Platz in Oslo über 50 km Freistil seine erste Podestplatzierung im Weltcupeinzel. Beim Saisonhöhepunkt, den Olympischen Winterspielen 1988 in Calgary, kam er auf den 38. Platz über 30 km klassisch und auf den fünften Platz mit der Staffel. Im folgenden Jahr lief er bei den Nordischen Skiweltmeisterschaften 1989 in Lahti auf den 19. Platz über 50 km Freistil, auf den zehnten Rang über 15 km Freistil und auf den siebten Platz mit der Staffel. In der Saison 1990/91 erreichte er mit zwei Top-Zehn-Platzierungen, darunter Platz zwei über 30 km Freistil in Štrbské Pleso, den 20. Platz im Gesamtweltcup. Bei den Nordischen Skiweltmeisterschaften 1991 im Fleimstal wurde er Zehnter über 15 km Freistil und Vierter mit der Staffel. In den Jahren 1991 und 1992 gewann er den Toblach–Cortina-Lauf und im Jahr 1992 den Engadin Skimarathon. In der Saison 1993/94 kam er im Weltcupeinzel zweimal unter die ersten Zehn und erreichte damit den 24. Platz im Gesamtweltcup. Dabei errang er in Falun den zweiten Platz mit der Staffel und in Thunder Bay den dritten Platz über 50 km Freistil. Zudem siegte er im Continental-Cup in Oberhof und in Brusson jeweils über 15 km Freistil, beim Transjurassienne über 76 km und beim Marcialonga über 45 km Freistil. Sein 38. und letztes Weltcupeinzelrennen lief er im Januar 1996 in Štrbské Pleso, welches er auf dem 34. Platz über 50 km Freistil beendete.

## Erfolge

### Weltcupsiege im Team
| Nr. | Datum         | Ort   | Disziplin           |
| --- | ------------- | ----- | ------------------- |
| 1.  | 10. März 1985 | Falun | 4 × 10 km Staffel 1 |

### Siege bei Continental-Cup-Rennen
| Nr. | Datum           | Ort     | Disziplin      | Serie           |
| --- | --------------- | ------- | -------------- | --------------- |
| 1.  | 8. Januar 1994  | Oberhof | 15 km Freistil | Continental-Cup |
| 2.  | 5. Februar 1994 | Brusson | 15 km Freistil | Continental-Cup |

### Siege bei Skimarathon-Rennen
- 1991 Toblach–Cortina, 42 km klassisch
- 1992 Toblach–Cortina, 38 km klassisch
- 1992 Engadin Skimarathon, 42 km Freistil
- 1994 Marcialonga, 45 km Freistil
- 1994 Transjurassienne, 76 km Freistil

## Teilnahmen an Weltmeisterschaften und Olympischen Winterspielen

### Olympische Spiele
- 1988 Calgary: 5. Platz Staffel, 38. Platz 30 km klassisch

### Nordische Skiweltmeisterschaften
- 1989 Lahti: 7. Platz Staffel, 10. Platz 15 km Freistil, 19. Platz 50 km Freistil
- 1991 Val di Fiemme: 4. Platz Staffel, 10. Platz 15 km Freistil

## Platzierungen im Weltcup

### Weltcup-Statistik
Die Tabelle zeigt die erreichten Platzierungen im Einzelnen.
- 1.–3. Platz: Anzahl der Podiumsplatzierungen
- Top 10: Anzahl der Platzierungen unter den ersten zehn
- Punkteränge: Anzahl der Platzierungen innerhalb der Punkteränge
- Starts: Anzahl gelaufener Rennen in der jeweiligen Disziplin
- Hinweis: Bei den Distanzrennen erfolgt die Einordnung gemäß FIS.

| Platzierung         | Distanzrennen a | Distanzrennen a | Distanzrennen a | Distanzrennen a | Distanzrennen a | Skiathlon Verfolgung | Sprint | Etappen- rennen b | Gesamt | Team c | Team c  |
| Platzierung         | ≤ 5 km          | ≤ 10 km         | ≤ 15 km         | ≤ 30 km         | > 30 km         | Skiathlon Verfolgung | Sprint | Etappen- rennen b | Gesamt | Sprint | Staffel |
| ------------------- | --------------- | --------------- | --------------- | --------------- | --------------- | -------------------- | ------ | ----------------- | ------ | ------ | ------- |
| 1. Platz            |                 |                 |                 |                 |                 |                      |        |                   |        |        | 1       |
| 2. Platz            |                 |                 |                 | 1               | 1               |                      |        |                   | 2      |        | 1       |
| 3. Platz            |                 |                 |                 |                 | 1               |                      |        |                   | 1      |        | 1       |
| Top 10              |                 | 1               | 4               | 1               | 3               |                      |        |                   | 9      |        | 8       |
| Punkteränge         |                 | 1               | 7               | 5               | 3               |                      |        |                   | 16     |        | 8       |
| Starts              |                 | 5               | 12              | 12              | 6               | 3                    |        |                   | 38     |        | 8       |
| Stand: Karriereende |                 |                 |                 |                 |                 |                      |        |                   |        |        |         |

### Weltcup-Gesamtplatzierungen
| Saison  | Platz | Punkte |
| ------- | ----- | ------ |
| 1984/85 | 36.   | 18     |
| 1987/88 | 18.   | 30     |
| 1988/89 | 46.   | 6      |
| 1989/90 | 26.   | 17     |
| 1990/91 | 20.   | 26     |
| 1991/92 | –     | –      |
| 1992/93 | 73.   | 11     |
| 1993/94 | 24.   | 105    |
| 1994/95 | 47.   | 33     |